# Журавок (Смолевицький район)
Журавок (біл. вёска Журавок) — село в складі Смолевицького району Мінської області, Білорусь. Село підпорядковане Курганській сільській раді, розташоване в центральній частині області.